# Teoria de tranças

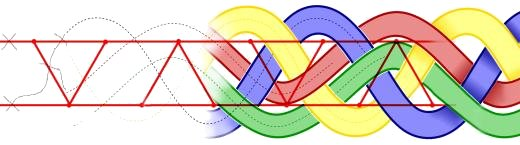
A trança é associada com um gráfico planar.

Na topologia, um ramo da matemática, a teoria da trança é uma teoria geométrica abstrata que estuda o conceito de trança diária e algumas generalizações. A ideia é que as tranças podem ser organizadas em grupos, em que a operação do grupo é ''fazer a primeira trança em um conjunto de cordas e depois segui-la com um segundo nas cordas torcidas''. Esses grupos podem ser descritos por apresentações explícitas, como mostrou Emil Artin (1947). Para um tratamento elementar ao longo destas linhas, veja o artigo sobre os grupos de trança. Os grupos de tranças também são entendidos por uma interpretação matemática mais profunda: como o grupo fundamental de certos espaços de configuração.

## Grupos de tranças fundamentais

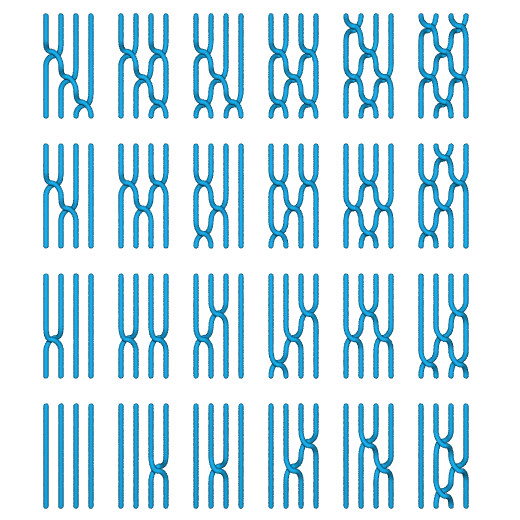
Os 24 elementos de um grupo de permutação em 4 elementos como tranças. Observe que todos os cruzamentos mostrados são do tipo esquerda-sobre-direita e outras opções são possíveis. Alterar a ordem das operações pode alterar o resultado, o que significa que as operações não são comutativas. De fato, o grupo da trança em duas ou mais vertentes é infinito.

Para explicar como reduzir um grupo de trança no sentido de Artin para um grupo fundamental, consideramos um coletor conectado X de dimensão pelo menos 2. O produto simétrico de n cópias de X significa o quociente de Xn, o produto cartesiano n-dobra De X pela ação de permutação do grupo simétrico em n fios que operam nos índices de coordenadas. Ou seja, uma n-tupla ordenada está na mesma órbita que qualquer outra que seja uma versão reordenada.
Um caminho no produto simétrico n-dobra é a maneira abstrata de discutir n pontos de X, considerado como uma n-tupla não ordenada, rastreando independentemente n cordas. Uma vez que devemos exigir que as cordas nunca passem umas nas outras, é necessário que possamos passar para o subespaço Y do produto simétrico, de órbitas de n-tuplas de pontos distintos. Ou seja, nós removemos todos os subespaços de Xn definidos pelas condições xi = xj. Isso é invariante no grupo simétrico, e Y é o quociente pelo grupo simétrico das n-tuplas não-excluídas. Sob a condição de dimensão, Y será conectado.
Com esta definição, então, podemos chamar o grupo de trança de X com n cordas o grupo fundamental de Y (para qualquer escolha do ponto base - isso está bem definido até o isomorfismo). O caso em que X é o plano euclidiano é o original de Artin. Em alguns casos, pode-se mostrar que os grupos de homotopia superiores de Y são triviais.

## Tranças fechadas
Quando X é o plano, uma trança pode ser fechada como extremidades correspondentes podem ser conectadas em pares, para formar uma ligação, isto é, uma união possivelmente entrelaçada de rotações podem ser atadas em três dimensões. O número de componentes do enlace pode ser de 1 a n, dependendo da permutação de cadeias determinadas pelo enlace. Um teorema de J. W. Alexander demonstra que cada enlace pode ser obtido de forma como o "fechamento" de uma trança. Compare com enlace de cordas.
Tranças diferentes podem dar origem ao mesmo enlace, assim como diferentes diagramas de cruzamento podem dar origem ao mesmo nó. Markov (1935) descreve dois movimentos em diagramas de trança que produzem equivalência nas tranças fechadas correspondentes. Uma versão de movimento único do teorema de Markov, foi publicada por Lambropoulou & Rourke (1997).
Vaughan Jones originalmente definiu seu polinômio como uma intrusão de trança e então mostrou que dependia apenas da classe da trança fechada.

### Índice de trança
O "índice de trança" é o menor número de cordas necessárias para fazer uma representação trançada fechada de um link. É igual ao menor número de círculos Seifert em qualquer projeção de um nó. Além disso, o "comprimento da trança" é a dimensão mais longa de uma trança.